# Speedball 2: Brutal Deluxe
Pour les articles homonymes, voir Speedball.
Speedball 2: Brutal Deluxe est un jeu vidéo de sport futuriste développé par Bitmap Brothers et édité par ImageWorks en novembre 1990  sur Atari ST et début 1991 sur Amiga. Diverses conversions sur micro-ordinateurs et consoles ont vu le jour par la suite.
Il s'agit de la suite de Speedball, sorti en 1988.

## Synopsis
Selon l'histoire du jeu (montrée dans la cinématique d'introduction du jeu), la première ligue de Speedball est fondée en 2095 (dans le premier opus), mais échoue à cause de la violence et de la corruption. Alors que la désorganisation donne lieu à l'anarchie, le jeu est contraint à la clandestinité. Mais, cinq ans plus tard et pour tenter de regagner l'intérêt du public, la ligue Speedball 2 est créée. Le jeu démarre en 2105 avec l'émergence d'une nouvelle équipe, « Brutal Deluxe ».

## Système de jeu

### But du jeu
Le jeu oppose deux équipes composées de neuf joueurs chacune (3 « avants », 3 « milieux » et 3 « défenseurs » dont le gardien), dans un sport futuriste et violent (à l'image du film Rollerball) mélangeant le handball, le patinage à roulettes et des éléments de jeu du flipper. Les membres des deux équipes, équipés d'une lourde armure et d'un casque (ressemblant aux tenues de hockey ou de football américain), se disputent la « balle », une boule en acier, qu'ils tiennent à la main et qu'ils doivent faire entrer dans le but adverse par tous les moyens.
Pour ce faire, le joueur dirige alternativement les membres de son équipe (un personnage actif à la fois), qui peuvent se lancer la balle et parcourir le terrain pour arriver au but adverse. Le personnage actif du joueur doit contrer les joueurs de l’équipe adverse en faisant des passes à ses coéquipiers, ou en attaquant l'adversaire au corps à corps. Le reste de l'équipe, dirigée par l’ordinateur, agit automatiquement, en coordination avec le personnage actif du joueur (selon leur degré d'intelligence). L'équipe adverse est dirigée par l’ordinateur.
Chaque match dure 180 secondes.
Il existe différentes stratégies à exploiter pour gagner un match, le terrain de jeu offrant plusieurs possibilités, qui s'ajoutent au fait de simplement marquer des buts.
- Sur les deux côtés du terrain se trouvent une rampe, circulaire, sur laquelle la balle peut être lancée pour activer un compteur (un multiplicateur de points), ou le désactiver en fonction de l'équipe qui prend ou non l'avantage. Une fois que ce compteur est activé, toute action rapportant des points (comme un but, ou le fait d'éliminer un joueur adverse) se voit majorée de 50 ou 100 %. Un but qui rapporte normalement 10 points peut donc être majoré à 15 ou 20 points, pour l'équipe qui maîtrise cette options du terrain.
- Il existe aussi dans chaque camp un bumper (« tampon », « heurtoir » en français), similaire à celui des flippers, que les joueurs peuvent frapper avec la balle en acier, rapportant des points à chaque coup réussi.
- Il existe aussi, sur les murs des deux côtés du terrain, une série de 5 étoiles (une série pour chaque équipe, située dans la zone adverse) devant être allumées les unes après les autres (ou éteintes dans le cas des étoiles de l’équipe adverse) pour valider les points (il faut allumer les cinq étoiles en même temps pour récolter les points). Le fait de valider les 5 étoiles rapporte 20 points, voire 30 ou 40 points si les compteurs des rampes sont activés à 50 ou 100 %.
- Au cours du match, divers petits bonus (souvent temporaires, ou à effet immédiat) apparaissent de manière aléatoire sur la zone de jeu, permettant divers manœuvres spéciales (invulnérabilité, vitesse, force ou résistance améliorées, téléportation de la balle sur le joueur avant, réduction de l’intelligence des adversaires ou augmentation de l’intelligence des coéquipiers, attaque à distance de tous les adversaires présents à l'écran, etc.) quand le personnage actif du joueur les récolte (les coéquipiers peuvent aussi les récolter s’ils passent dessus dans leur déplacements). Par ailleurs, des pièces de monnaie apparaissent elles aussi, qui doivent être récoltées pour améliorer son équipe.
- Enfin, il est autorisé de frapper ses adversaires, qu'ils possèdent la balle ou non ; les faire sortir sur blessure (en mettant leur compteur d'endurance à zéro, à la suite de coups répétés) rapporte autant de points qu'un but.

Il existe aussi la possibilité de transformer la balle en « boule électrique », avec un bumper spécial situé des deux côtés du terrain, qui électrifie la balle lorsqu’on la frappe dessus. Une balle électrifiée permet de mettre un joueur adverse hors de combat à distance (en lui lançant la balle) comme si on l'avait frappé au corps à corps. Elle permet de toucher plusieurs cibles à la suite, celles-ci ne pouvant pas se saisir de la balle quand elle est électrifiée. Lorsque la balle tombe à terre (à la suite d'un tir raté ou lors d'un choc avec un adversaire) et qu'elle n'est pas ramassée à temps, elle perd son statut électrifié ; il faut alors la frapper de nouveau sur le bumper spécial pour lui redonner sa charge électrique. Quand elle est électrifiée, la balle peut être ramassée par tous les membres de la même équipe, qui peuvent se la passer pour la donner aux avants afin de leur assurer un but facile (le gardien adverse ne pouvant pas stopper une balle électrique). Cependant, un adversaire peut s'emparer de la balle électrique s'il frappe le porteur avant que celui-ci ne réagisse.
D'une prise en main très simple, le jeu nécessite réflexes, coordination d'équipe et sang-froid, avec la mise en place de tactiques efficaces. En effet, plus le joueur progresse dans le championnat, plus ses adversaires sont rapides et puissants, notamment quand l'équipe du joueur accède à la Première division. Il s'agit alors de savoir éviter les défenseurs adverses, adresser de bonnes passes aux joueurs de son équipe, attaquer le porteur du ballon adverse au bon moment et d'empocher des bonus partout où ils sont disponibles, les équipes adverses ne faisant pas de cadeaux et attaquant sauvagement.
Contrairement au premier Speedball, ce second opus offre une partie de micro-management et une compétition calquée sur les championnats de sports professionnels (à l'image de la série Football Manager, mais en beaucoup plus simple). Ainsi, il est possible d'acheter et de transférer des joueurs (notamment des joueurs vedettes avec des statistiques améliorées), ou d'augmenter leurs statistiques en les entraînant grâce à la récolte des pièces de monnaie sur le terrain à chaque match.

### Animations
Quand un but est marqué, une animation au ralenti (replay) montre les dernières instants du joueur avant de marquer, l'animation revenant à la vitesse normale quand le joueur, glissant sur les genoux dans un geste de victoire, repart en vitesse dans son camp pour débuter la nouvelle phase de jeu.
Lorsqu’un joueur est éliminé, une animation (avec le son d'une sirène) montre deux robots brancardiers retirant le joueur blessé du terrain, tandis que retentit la piste sonore « Ice Cream! Ice Cream! » d'un vendeur ambulant (qui se manifeste aussi lors des replays des buts) pendant que le joueur blessé est évacué. Lors des buts, la foule manifeste son enthousiasme par des sons (cris de joie).
Comme dans une véritable rencontre (match de hockey, de foot), un speaker annonce les buts et le début des phases de jeu (annonce du but, « Replay! » après le but et « Get ready! » avant de reprendre la partie).
Si le match est remporté par Brutal Deluxe, une musique de victoire retentit à la fin du match, avec l'apparition d'une image de l'équipe victorieuse ; quand le match est perdu, on ne voit qu'une image d'un joueur, tête baissée.
À la fin de chaque match, un tableau récapitulatif montre les statistiques du match, ainsi que le prochain adversaire ; un autre tableau permet de voir le résultat des matches des autres équipes des deux divisions, avec leur classement pour la saison en cours.

## Modes de jeu
Le jeu propose un mode « Championnat » (en 2 saisons), un mode « Coupe » et un mode deux joueurs.

## Listes des équipes
Les équipes participant à la ligue de Speedball sont réparties en 2 divisions. L'équipe contrôlée par le joueur est nommée « Brutal Deluxe ».
Dans le mode « Championnat », Brutal Deluxe est classée initialement à la dernière position de la 2e division. Au fil de la première saison, l'équipe du joueur doit remporter ses matchs pour accéder à la finale de la Division 2 (en général contre Steel Fury), permettant (après éventuellement un match de barrage contre le dernier de la Division 1, normalement Rage 2000 ou Powerhouse) d’accéder à la Première division, et ainsi de se confronter aux meilleures équipes du jeu (notamment les équipes vedettes Super Nashwan et Fatal Justice, particulièrement compétentes et efficaces).
| Division 1      | Division 2     |
| --------------- | -------------- |
| Super Nashwan   | Steel Fury     |
| Fatal Justice   | Damocles       |
| Turbo Hammers   | The Renegades  |
| Lethal Formula  | Baroque        |
| Explosive Lords | Violent Desire |
| Mean Machine    | Raw Messiahs   |
| Rage 2000       | Revolver       |
| Powerhouse      | Brutal Deluxe  |

## Équipe de développement
- Design : Eric Matthews
- Design additionnel : Steve Kelly, Graeme Boxall, Daniel Malone
- Graphismes : Daniel Malone
- Code : Robert Trevellyan
- Code additionnel : Mike Montgomery
- Musique : Nation XII (John Foxx)
- Conversion musique et effets sonores : Richard Joseph

## Sons
La musique du jeu, écrite par Simon Rogers et remixée et codée par Richard Joseph, a remporté le Golden Joystick Award 1991 de la meilleure bande originale.
Les voix, y compris celle du vendeur d'« Ice Cream », ont été interprétées par un ancien collaborateur de Richard Joseph, Michael Burdett, travaillant sous le pseudonyme de « Jams O'Donnell ».

## Accueil

### Critique
- Tilt, Alain Huyghues-Lacour, janvier 1991[2] :

« À leur habitude les Bitmap Brothers offrent une réalisation irréprochable. [...] Speedball 2 est un jeu d'une grande richesse, qui surclasse toutes les autres simulations de sport futuriste. Il faut reconnaître qu'à l'instar du programme précédent, Speedball 2 présente une excellente gestion des joueurs et que la jouabilité est un modèle du genre. »